# Canis lupus hodophilax
Canis lupus hodophilax és una subespècie extinta del llop (Canis lupus). Menjava cèrvids, porcs senglars i d'altres animals més petits. Es trobava al Japó: Honshu, Shikoku i Kyushu. Era abundant fins a l'any 1732, quan la ràbia fou introduïda a Honshu. Això, conjuminat amb la desforestació i els conflictes amb els humans van conduir a la seva extinció. El darrer exemplar fou exterminat l'any 1905 a la Prefectura de Nara (Honshu, Japó).
Era la subespècie de llop més petita del planeta amb només 90 cm de llargària des del musell fins al final de la cua. Tenia el pèl curt i la cua prima. S'assemblava més als gossos, coiots i xacals que no pas a un veritable llop.